# Hoffmann-La Roche
F. Hoffmann-La Roche Ltd., kortweg Hoffmann-La Roche, is een Zwitsers farmacieconcern. Roche Holding AG is de moedermaatschappij van Hoffmann-La Roche.

## Activiteiten
Eind 2020 werkten er meer dan 100.000 mensen bij het bedrijf. De hoofdzetel van het bedrijf is gevestigd in Bazel. Verder heeft Hoffmann-La Roche faciliteiten in de Verenigde Staten, het Verenigd Koninkrijk, Ierland, Duitsland, Brazilië, Canada, Volksrepubliek China, India, Italië, Pakistan en Zuid-Afrika. Het bedrijf is bovendien eigenaar van het Amerikaanse biotechnologiebedrijf Genentech en van het Japanse Chugai Pharmaceuticals. 
Het bedrijf heeft twee onderdelen waarvan de farmaceutische divisie veruit de grootste is. Dit onderdeel is verantwoordelijk voor driekwart van de totale omzet en is vooral gericht op medicijnen voor de oncologie. De tweede en kleinere divisie levert diagnostisch materiaal waaronder testsets voor covid.
Grootaandeelhouders zijn de families Hoffmann en Oeri. Het Zwitserse farmaceuticabedrijf Novartis bezat een derde van de aandelen. Begin november 2021 maakte Novartis bekend zijn hele belang in Roche te verkopen. Roche heeft de aandelen overgenomen en betaalde daarvoor US$ 20,7 miljard. Hiermee kwam een relatie van ruim twintig jaar tot een einde, Novartis was vanaf 2001 aandeelhouder in het bedrijf. Na deze transactie steeg het gezamenlijke aandelenbelang van de twee families naar 67,5% per 31 december 2022.

## Geschiedenis
Het bedrijf werd in 1896 opgericht door Fritz Hoffmann-La Roche. In 1934 maakte het bedrijf als eerste ter wereld op industriële basis vitamine C-preparaten. De vitamine-activiteiten werden in 2003 verkocht aan DSM.
In maart 2009 werd een bod gedaan op het Amerikaanse Genentech ter waarde van US$ 48 miljard. Genentech werd in 1976 opgericht en Roche had al een groot aandelenbelang in dit bedrijf vanaf 1990 en de twee kennen elkaar daardoor heel goed.
In april 2021 werd GenMark Diagnostics, Inc. overgenomen. GenMark Diagnostics was een beursgenoteerde onderneming en gevestigd in Californië. Roche heeft US$ 1,8 miljard betaald om alle aandelen in handen te krijgen.
In december 2023 werd de overname aangekondigd van Carmot Therapeutics, Inc.. Dit bedrijf heeft een aantal geneesmiddelen in de klinische fase voor de behandeling van patiënten met obesitas, zowel met als zonder diabetes. Roche betaalt direct US$ 2,7 miljard in contanten voor de aandelen en dit kan nog met US$ 400 miljoen worden verhoogd als bepaalde mijlpalen voor de ontwikkeling van de medicijnen worden bereikt. Alle 70 werknemers van Carmot gaan over naar de farmaceutische divisie van Roche.